# Ernesto Corripio y Ahumada

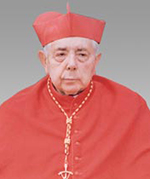
Ernesto Kardinal Corripio y Ahumada

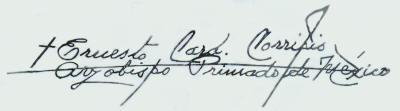
Unterschrift des Kardinals

Kardinalswappen

 Ernesto Kardinal Corripio y Ahumada  (* 29. Juni 1919 in Tampico, Mexiko; † 10. April 2008 in Mexiko) war Erzbischof von Mexiko-Stadt.

## Leben
Ernesto Corripio Ahumada trat bereits im Alter von elf Jahren in das Seminario Palafoxiano von Puebla de Los Ángeles ein. Dort bekam er eine humanistische und philosophisch geprägte Schulbildung. Im Jahre 1935 entsandte ihn sein Bischof zum Studium der Katholischen Theologie an das Päpstliche lateinamerikanische Kolleg „Pius“ in Rom, im Jahre 1937 schloss er sein philosophisches Studium an der Päpstlichen Universität Gregoriana ab, an der er in den folgenden Jahren drei Doktortitel erlangte. Er wurde 1942 in Katholischer Theologie, 1944 in Kanonischem Recht und 1945 in Kirchengeschichte promoviert.
Am 25. Oktober 1942 empfing er das Sakrament der Priesterweihe durch den Weihbischof in Rom und späteren Kardinal Luigi Traglia. Er war anschließend als Seelsorger in Rom tätig. 1945 kehrte er nach Mexiko zurück und arbeitete in seiner Heimatstadt Tampico als Seelsorger und in der Priesterausbildung.
Am 27. Dezember 1952 ernannte ihn Papst Pius XII. zum Titularbischof von Zapara und zum Weihbischof in Ciudad Victoria-Tamaulipas. Die Bischofsweihe spendete ihm Octaviano Márquez y Tóriz, Erzbischof von Puebla de los Ángeles, am 19. März des folgenden Jahres; Mitkonsekratoren waren Serafín María Armora y González, Bischof von Ciudad Victoria-Tamaulipas, sowie Luis Guízar y Barragán, Bischof von Saltillo.
Am 25. Februar 1956 erfolgte die Ernennung zum Bischof von Ciudad Victoria-Tamaulipas. Papst Paul VI. berief ihn am 25. Juli 1967 zum Erzbischof von Antequera (Oaxaca de Juárez). Am 11. März 1976 wurde Corripio Ahumada zum Erzbischof von Puebla de los Ángeles und bereits am 19. Juli des Folgejahres zum Erzbischof von Mexiko-Stadt ernannt, was er bis zu seiner Emeritierung am 29. September 1994 blieb. In der Folge leitete er das Erzbistum als Apostolischer Administrator bis zum 13. Juni 1995.
Papst Johannes Paul II. nahm ihn am 30. Juni 1979 als Kardinalpriester mit der Titelkirche Immacolata al Tiburtino in das Kardinalskollegium auf.
Kardinal Corripio starb 2008 nach Herzproblemen, Thrombose und Diabetes. Er wurde in der Kathedrale von Mexiko-Stadt am Zócalo bestattet.

## Wirken
Ernesto Corripio ist es zu verdanken, dass 1992 der Jahrzehnte andauernde Konflikt zwischen dem antiklerikalen mexikanischen Regime und dem Vatikan beendet wurde und diplomatische Beziehungen wiederhergestellt werden konnten.
Er war dreimal Vorsitzender der mexikanischen Bischofskonferenz. Zudem war er Berater der Kongregation für die Evangelisierung der Völker in Rom. Neben vielen anderen Verpflichtungen war er in der Päpstlichen Kommission für Lateinamerika tätig. Er galt als papsttreuer Erzbischof; in seiner Amtszeit besuchte Johannes Paul II. Mexiko 1979 und im Mai 1990.